# Gran Camiño 2025
Il Gran Camiño 2025, quarta edizione della corsa e valevole come prova dell'UCI Europe Tour 2025 categoria 2.1, si svolse in cinque tappe, dal 26 febbraio al 2 marzo 2025, su un percorso di 635,3 km, con partenza da Maia, in Portogallo, e arrivo a Santiago de Compostela, in Spagna.
La vittoria fu appannaggio del canadese Derek Gee, il quale completò il percorso in 15h21'23", alla media di 41,374 km/h, precedendo l'italiano Davide Piganzoli e il danese Magnus Cort Nielsen.
Sul traguardo di Santiago di Compostela 106 ciclisti, dei 125 partiti da Maia, hanno portato a termine la competizione.

## Tappe
| Tappa  | Data        | Percorso                                          | km       | Vincitore di tappa  | Leader cl. generale |
| ------ | ----------- | ------------------------------------------------- | -------- | ------------------- | ------------------- |
| 1ª     | 26 febbraio | Maia > Matosinhos                                 | 189,7    | Magnus Cort Nielsen | Magnus Cort Nielsen |
| 2ª     | 27 febbraio | Marín > A Estrada                                 | 133,1    | Magnus Cort Nielsen | Magnus Cort Nielsen |
| 3ª     | 28 febbraio | Ourense > O Pereiro de Aguiar (cron. individuale) | 15,6     | Derek Gee           | Derek Gee           |
| 4ª     | 1º marzo    | A Pobra do Brollón > O Cebreiro                   | 137,1    | Sergio Chumil       | Derek Gee           |
| 5ª     | 2 marzo     | Betanzos > Santiago de Compostela                 | 159,8    | Magnus Cort Nielsen | Derek Gee           |
| Totale | Totale      | Totale                                            | 635,3 km |                     |                     |

## Squadre e corridori partecipanti
| N.    | Cod. | Squadra                       |
| ----- | ---- | ----------------------------- |
| 1-7   | GFC  | Groupama-FDJ                  |
| 11-17 | MOV  | Movistar Team                 |
| 21-27 | IPT  | Israel-Premier Tech           |
| 31-37 | UXM  | Uno-X Mobility                |
| 41-47 | SOQ  | Soudal Quick-Step             |
| 51-57 | EKP  | Equipo Kern Pharma            |
| 61-67 | VBF  | VF Group-Bardiani CSF-Faizanè |
| 71-77 | BBH  | Burgos-Burpellet-BH           |
| 81-87 | PTV  | Team Polti VisitMalta         |

| N.      | Cod. | Squadra                               |
| ------- | ---- | ------------------------------------- |
| 91-97   | EUS  | Euskaltel-Euskadi                     |
| 101-107 | CJR  | Caja Rural-Seguros RGA                |
| 111-117 | PTL  | Petrolike                             |
| 121-127 | ATI  | Anicolor-Tien 21                      |
| 131-137 | TAV  | Tavfer-Ovos Matinados-Mortágua        |
| 141-147 | EFP  | Efapel Cycling                        |
| 151-157 | ATF  | AP Hotels & Resorts-Tavira-SC Farense |
| 161-167 | RPB  | Rádio Popular-Paredes-Boavista        |
| 171-177 | IBA  | Illes Balears Arabay                  |

## Dettagli delle tappe

### 1ª tappa
- 26 febbraio: Maia > Matosinhos – 189,7 km

Risultati
| Pos. | Corridore           | Squadra | Tempo    |
| ---- | ------------------- | ------- | -------- |
| 1    | Magnus Cort Nielsen | Uno-X   | 4h18'49" |
| 2    | Santiago Mesa       | Efapel  | s.t.     |
| 3    | Giovanni Lonardi    | Polti   | s.t.     |

| Pos. | Corridore           | Squadra | Tempo    |
| ---- | ------------------- | ------- | -------- |
| 1    | Magnus Cort Nielsen | Uno-X   | 4h18'49" |
| 2    | Santiago Mesa       | Efapel  | a 4"     |
| 3    | Ander Okamika       | Burgos  | a 5"     |

### 2ª tappa
- 27 febbraio: Marín > A Estrada – 133,1 km

Risultati
| Pos. | Corridore           | Squadra  | Tempo    |
| ---- | ------------------- | -------- | -------- |
| 1    | Magnus Cort Nielsen | Uno-X    | 3h13'05" |
| 2    | Martin Marcellusi   | VF Group | s.t.     |
| 3    | Carlos Canal        | Movistar | s.t.     |

| Pos. | Corridore           | Squadra  | Tempo    |
| ---- | ------------------- | -------- | -------- |
| 1    | Magnus Cort Nielsen | Uno-X    | 7h31'34" |
| 2    | Martin Marcellusi   | VF Group | a 14"    |
| 3    | Carlos Canal        | Movistar | a 16"    |

### 3ª tappa
- 28 febbraio: Ourense > O Pereiro de Aguiar – Cronometro individuale – 15,6 km

Risultati
| Pos. | Corridore        | Squadra  | Tempo  |
| ---- | ---------------- | -------- | ------ |
| 1    | Derek Gee        | Israel   | 23'17" |
| 2    | Davide Piganzoli | Polti    | a 16"  |
| 3    | Maxime Decomble  | Groupama | a 20"  |

| Pos. | Corridore           | Squadra | Tempo    |
| ---- | ------------------- | ------- | -------- |
| 1    | Derek Gee           | Israel  | 7h55'11" |
| 2    | Magnus Cort Nielsen | Uno-X   | a 5"     |
| 3    | Davide Piganzoli    | Polti   | a 17"    |

### 4ª tappa
- 1º marzo: A Pobra do Brollón > O Cebreiro – 137,1 km

Risultati
| Pos. | Corridore        | Squadra | Tempo    |
| ---- | ---------------- | ------- | -------- |
| 1    | Sergio Chumil    | Burgos  | 3h42'27" |
| 2    | Derek Gee        | Israel  | s.t.     |
| 3    | Davide Piganzoli | Polti   | a 18"    |

| Pos. | Corridore        | Squadra | Tempo     |
| ---- | ---------------- | ------- | --------- |
| 1    | Derek Gee        | Israel  | 11h37'32" |
| 2    | Davide Piganzoli | Polti   | a 37"     |
| 3    | M. Cort Nielsen  | Uno-X   | a 49"     |

### 5ª tappa
- 2 marzo: Betanzos > Santiago de Compostela – 159,8 km

Risultati
| Pos. | Corridore           | Squadra  | Tempo    |
| ---- | ------------------- | -------- | -------- |
| 1    | Magnus Cort Nielsen | Uno-X    | 3h43'52" |
| 2    | Carlos Canal        | Movistar | a 1"     |
| 3    | Giovanni Lonardi    | Polti    | s.t.     |

| Pos. | Corridore        | Squadra | Tempo     |
| ---- | ---------------- | ------- | --------- |
| 1    | Derek Gee        | Israel  | 15h21'23" |
| 2    | Davide Piganzoli | Polti   | a 35"     |
| 3    | M. Cort Nielsen  | Uno-X   | a 38"     |

## Evoluzione delle classifiche
| Tappa              | Vincitore           | Classifica generale Maglia gialla | Classifica a punti Maglia verde | Classifica scalatori Maglia blu | Classifica giovani Maglia bianca | Classifica a squadre |
| ------------------ | ------------------- | --------------------------------- | ------------------------------- | ------------------------------- | -------------------------------- | -------------------- |
| 1ª                 | Magnus Cort Nielsen | Magnus Cort Nielsen               | Magnus Cort Nielsen             | Ander Okamika                   | Filippo Turconi                  | Burgos-Burpellet-BH  |
| 2ª                 | Magnus Cort Nielsen | Magnus Cort Nielsen               | Magnus Cort Nielsen             | Ander Okamika                   | Samuel Fernández                 | Uno-X Mobility       |
| 3ª                 | Derek Gee           | Derek Gee                         | Magnus Cort Nielsen             | Ander Okamika                   | Maxime Decomble                  | Uno-X Mobility       |
| 4ª                 | Sergio Chumil       | Derek Gee                         | Magnus Cort Nielsen             | Derek Gee                       | Viktor Soenens                   | Burgos-Burpellet-BH  |
| 5ª                 | Magnus Cort Nielsen | Derek Gee                         | Magnus Cort Nielsen             | Derek Gee                       | Viktor Soenens                   | Burgos-Burpellet-BH  |
| Classifiche finali | Classifiche finali  | Derek Gee                         | Magnus Cort Nielsen             | Derek Gee                       | Viktor Soenens                   | Burgos-Burpellet-BH  |

Maglie indossate da altri ciclisti in caso di due o più maglie vinte
- Nella 2ª tappa Santiago Mesa ha indossato la maglia verde al posto di Magnus Cort Nielsen.
- Nella 3ª tappa Carlos Canal ha indossato la maglia verde al posto di Magnus Cort Nielsen.
- Nella 5ª tappa Ander Okamika ha indossato la maglia blu al posto di Derek Gee.

## Classifiche finali

### Classifica generale - Maglia gialla
| Pos. | Corridore           | Squadra  | Tempo     |
| ---- | ------------------- | -------- | --------- |
| 1    | Derek Gee           | Israel   | 15h21'23" |
| 2    | Davide Piganzoli    | Polti    | a 35"     |
| 3    | Magnus Cort Nielsen | Uno-X    | a 38"     |
| 4    | Iván Cobo           | Kern     | a 1'15"   |
| 5    | Eric Fagúndez       | Burgos   | a 1'34""  |
| 6    | Sergio Chumil       | Burgos   | a 1'53"   |
| 7    | J. Alveiro Cepeda   | Movistar | a 1'56"   |
| 8    | Viktor Soenens      | Soudal   | a 1'59"   |
| 9    | Mauri Vansevenant   | Soudal   | a 2'02"   |
| 10   | Johannes Kulset     | Uno-X    | a 2'22"   |

### Classifica a punti - Maglia verde
| Pos. | Corridore        | Squadra  | Punti |
| ---- | ---------------- | -------- | ----- |
| 1    | M. Cort Nielsen  | Uno-X    | 132   |
| 2    | Davide Piganzoli | Polti    | 76    |
| 3    | Derek Gee        | Israel   | 63    |
| 4    | Carlos Canal     | Movistar | 54    |
| 5    | Giovanni Lonardi | Polti    | 44    |

### Classifica scalatori - Maglia blu
| Pos. | Corridore        | Squadra | Punti |
| ---- | ---------------- | ------- | ----- |
| 1    | Derek Gee        | Israel  | 17    |
| 2    | Ander Okamika    | Burgos  | 12    |
| 3    | Sergio Chumil    | Burgos  | 9     |
| 4    | Davide Piganzoli | Polti   | 8     |
| 5    | Josh Burnett     | Burgos  | 8     |

### Classifica giovani - Maglia bianca
| Pos. | Corridore        | Squadra    | Tempo     |
| ---- | ---------------- | ---------- | --------- |
| 1    | Viktor Soenens   | Soudal     | 15h23'22" |
| 2    | Johannes Kulset  | Uno-X      | a 23"     |
| 3    | Maxime Decomble  | Groupama   | a 1'06"   |
| 4    | Luca Paletti     | VF Group   | a 1'24"   |
| 5    | Samuel Fernández | Caja Rural | a 2'44"   |

### Classifica a squadre
| Pos. | Squadra             | Tempo     |
| ---- | ------------------- | --------- |
| 1    | Burgos-Burpellet-BH | 46h10'23" |
| 2    | Uno-X Mobility      | a 58"     |
| 3    | Soudal Quick-Step   | a 3'43"   |
| 4    | Movistar Team       | a 7'32"   |
| 5    | Equipo Kern Pharma  | a 8'46"   |